# Kook's Tour
Kook's Tour (A Turne dos Birutas, no Brasil) é um filme de comédia estadunidense produzido no final de 1969 e no início de 1970. É o último filme dos Três Patetas que foi originalmente planejado como um piloto para uma série de televisão. Mas, em 9 de janeiro de 1970, antes das filmagens serem completadas, Larry Fine sofreu um AVC, que paralisou todo o lado esquerdo do seu corpo. Quando ficou claro que Larry não iria conseguir se recuperar do AVC, a produção da série foi cancelada e o episódio piloto de Kook's Tour foi arquivado.

## Enredo
Kook's Tour foi concebido pelo genro de Moe Howard e colaborador dos Três Patetas, Norman Maurer, como uma série de TV semanal que misturaria a comédia dos Patetas em um formato de documentário de viagens. O conceito da série foi que, depois de 50 anos de caos, Os Patetas (Moe, Larry e Joe DeRita) se aposentaram e estão viajando pelo mundo com seu cão, Moose, sua caravana e o barco a motor (que é transportado de um lugar para o outro com a ajuda de um avião de carga). O episódio piloto de 52 minutos da série dos Patetas explora a região selvagem do oeste do Estados Unidos, incluindo áreas do Wyoming e Idaho. Enquanto isso, Larry fica desprezível ao tentar pescar um peixe e tirar uma foto de um veado. No final do piloto, Larry, com frustração, joga o chapéu dele na água e os peixes mordem os ganchos de pesca que estão no chapéu. Larry começa a ficar entusiasmado ao pescar os peixes, mas Curly-Joe pega o chapéu e diz : "Um para mim, um para o Moe e um para o Moose!"
O episódio mostra Moe sentado em um escritório, discutindo a viagem e afirmando que o destino do segundo episódio (que nunca foi produzido) era o Japão.

## Produção
Kook's Tour foi a terceira tentativa dos Patetas fazerem uma série de TV como Live-action, a primeira tentativa foi Jerks of All Trades de 1949, e a segunda foi The Three Stooges Scrapbook de 1960.
O nome é um trocadilho do termo "Cook's Tour", que foi popularizado pela Thomas Cook Company. O filme também serviu como propaganda da grande variedade de veículos da Chrysler Corporation. Todos os veículos mostrados neste filme foram produzidos por Chrysler, Chrysler RV e Chrysler Marine Division.
Após o AVC de Larry e o cancelamento de Kook's Tour, o piloto permaneceu inédito durante vários anos. O diretor Norman Maurer editou todas as filmagens utilizáveis e o transformou em um filme de 52 minutos e o lançou através do Niles Film Products em 1975.  Desde então, é lançado em formatos de VHS e DVD.